# Брейдаурлоун
Бре́йдаурлоун (исл. Breiðárlón) — ледниковое озеро на территории общины Ходнафьордюр в Исландии, располагающееся на южной окраине ледника Ватнайёкюдль, у основания ледникового языка Брейдамеркюрйёкюдль, и занимающее площадь 9 км². Высота над уровнем моря 15 м. Озеро находится на территории национального парка Ватнайёкюдль, к западу от лагуны Йёкюльсаурлоун.
Котловина Брейдаурлоуна, так же как котловина более крупного озера Йёкюльсаурлоун, по-видимому, сформировались после отступления ледника в последнюю ледниковую эпоху. С начала 1920-х годов Брейдаурлоун заполнялось водами реки Брейдау, однако в 1954 году её русло изменилось и с тех пор она впадает в озеро Фьядльсаурлоун.
Вода в озере мутная.